# Lista de prefeitos de Glicério
Esta é uma lista de prefeitos do município de Glicério.
O atual prefeito é o vigésimo nono, mas desconsiderando retornos, é a vigésima quarta pessoa a exercer o cargo. 31 mandatos foram exercidos, tendo havido dois casos de reeleição.
O cargo de prefeito foi criado em 11 de abril de 1835, pela assembleia provincial paulista, em reação aos amplos poderes conferidos pelo Código de Processo Criminal de 1832 às câmaras municipais. Seguiram o exemplo paulista seis províncias do nordeste brasileiro (Alagoas, Ceará, Maranhão, Paraíba, Pernambuco e Sergipe).
Sob a vigente ordem constitucional, essa designação é dada ao funcionário público do Poder Executivo municipal, que exerce seu cargo em função de uma legislatura (mandato), sendo para tanto eleito a cada quatro anos, podendo ser reeleito por mais 4 anos (segundo mandato).
Funções
O poder executivo municipal chefia a administração e comanda os serviços públicos, tendo como comandante o prefeito.
A partir da constituição brasileira de 1934, o cargo de prefeito passou a ser o único, em todo o Brasil, ao qual estão atribuídas as funções de chefe do poder executivo do governo local, em simetria aos chefes dos executivos da União e do estado, portanto, em forma monocrática. Este texto quer dizer que deverá haver harmonia e integração de ação entre as esferas envolvidas sem a intervenção de uma na outra, exceto nos casos previstos na Constituição Federal.
Eleições
O prefeito é eleito por sufrágio universal, secreto, direto, em pleito simultâneo em todo o País, realizado a cada quatro anos, no primeiro domingo de outubro.
E trinta dias após tem lugar o segundo turno, se o eleito em primeiro lugar não atingir 50% dos votos válidos mais um voto, no caso de municípios com mais de duzentos mil eleitores.
Conforme a legislação eleitoral atual no Brasil para tornar-se elegível, exige-se uma série de requisitos;
- Possuir nacionalidade brasileira ou portuguesa (neste caso, o cidadão português deve se encontrar amparado pelo Estatuto de Igualdade entre Portugueses e Brasileiros),
- Título de eleitor em dia e estar em gozo pleno do exercício dos direitos políticos,
- Domicilio eleitoral na circunscrição na qual o candidato se apresenta,
- Filiação partidária,
- Ser alfabetizado (tópico invalidado pela atual constituição brasileira de 1988),
- Desincompatibilização de cargo público — Se ocupa um cargo público deve sair seis meses antes das eleições e voltar caso possa só após seis meses ao pleito eleitoral,
- Renúncia de outro mandado até seis meses antes do pleito e não ser parente afim ou consangüíneo, até segundo grau, ou cônjuge de titular de cargo eletivo; pode, entretanto, ser candidato à reeleição (artigo 14 da Constituição),
- Ter idade mínima de 21 anos.

| Nº | Nome                              | Imagem    | Partido | Vice              | Início do mandato | Fim do mandato     | Observações        |
| -- | --------------------------------- | --------- | ------- | ----------------- | ----------------- | ------------------ | ------------------ |
| 1  | Estácio Nunes da Silva            |           | PRP     |                   | 1926              | 1929               | - Primeiro mandato |
| 2  | Antônio Nunes                     |           | AL      |                   | 1930              | 1930               | - Primeiro mandato |
| 3  | Joel Antônio Ferraz               |           | PRP     |                   | 1931              | 1932               |                    |
| 4  | Abraão José Cheida                |           | PRP     |                   | 1933              | 1933               |                    |
| 5  | Plínio Correa da Silva            |           | PRP     |                   | 1933              | 1933               |                    |
| 6  | Carlos Antônio da Silva Rosa      |           | PRP     |                   | 1933              | 1933               |                    |
| 7  | Antenor da Costa e Silva          |           | PD      |                   | 1934              | 1935               |                    |
| 8  | Antônio Nunes                     |           | PD      |                   | 1936              | 1937               | - Segundo mandato  |
| 9  | João do Val                       |           | PCSP    |                   | 1938              | 1939               |                    |
| 10 | Estácio Nunes da Silva            |           | PP      |                   | 1940              | 1944               | - Segundo mandato  |
| 11 | Nelson Paiva                      |           | PLP     |                   | 1945              | 1946               |                    |
| 12 | Antônio Castilho                  |           | PSP     |                   | 1947              | 1947               |                    |
| 13 | José Ramos da Silva               |           | PSP     |                   | 1948              | 1951               |                    |
| 14 | Pedro Nicolau do Carmo            |           | PTN     |                   | 1952              | 1955               |                    |
| 15 | Rinaldo Veronese                  |           | PTN     |                   | 1956              | 1959               |                    |
| 16 | Issa Assad Issa                   |           | PSP     |                   | 1960              | 1963               |                    |
| 17 | Fuad Eid                          |           | ARENA   |                   | 1964              | 1968               | - Primeiro mandato |
| 18 | Waldomiro Marotta                 |           | ARENA   |                   | 1969              | 1972               |                    |
| 19 | Fuad Eid                          |           | ARENA   |                   | 1973              | 1976               | - Segundo mandato  |
| 20 | Mauro Castilho                    |           | MDB     |                   | 1977              | 1982               |                    |
| 21 | Fuad Eid                          |           | PDS     |                   | 1983              | 1988               | - Terceiro mandato |
| 22 | Pedro Liria Almendro              |           | PMDB    |                   | 1983              | 1988               |                    |
| 23 | Hairton Areias Torres             |           | PMDB    |                   | 1989              | 1992               |                    |
| 24 | Eneas Xavier da Cunha             |           | PTB     |                   | 01/01/1993        | 31/12/1996         | - Primeiro mandato |
| 25 | Rosemir Aparecida Torrezan Eid    |           | PFL     |                   | 01/01/1997        | 31/12/2000         |                    |
| 26 | Wagner Padua Marotta              |           | PSDB    |                   | 01/01/2001        | 31/12/2004         |                    |
| 27 | Eneas Xavier da Cunha             |           | PTB     |                   | 01/01/2005        | 31/12/2008         | - Segundo mandato  |
| 27 | Eneas Xavier da Cunha             |           | PTB     | 01/01/2009        | 31/12/2012        | - Terceiro mandato |                    |
| 28 | Itamar Chiderolli                 |           | PODE    | Antonio Gonçalves | 01/01/2013        | 31/12/2016         |                    |
| 29 | Ildo de Souza                     |           | PSDB    | Zé Açúcar         | 01/01/2017        | 31/12/2020         | - Primeiro mandato |
| 29 | Ildo de Souza                     | Zé Açúcar | PSDB    | 01/01/2021        | 31/12/2024        | - Segundo mandato  |                    |
| 30 | Hairton Kelsine Carvalho Oliveira |           | PSD     | Luís Ferrari      | 01/01/2025        | 31/12/2028         | - Primeiro mandato |